# ادوار مونتوت
ادوار مونتوت (فرانسوی: Édouard Montoute‎؛ زادهٔ ۲۰ دسامبر ۱۹۷۰) هنرپیشه اهل کشور فرانسه است. این بازیگر متولد شهر کاین است. از فیلم‌ها یا برنامه‌های تلویزیونی که وی در آن نقش داشته است می‌توان به تاکسی ۳، نفرت، تاکسی، آستریکس و اوبلیکس: ماموریت کلئوپاترا، تاکسی ۲، تاکسی ۴ و دروغ‌های سفید کوچک اشاره کرد.